# Stuvning

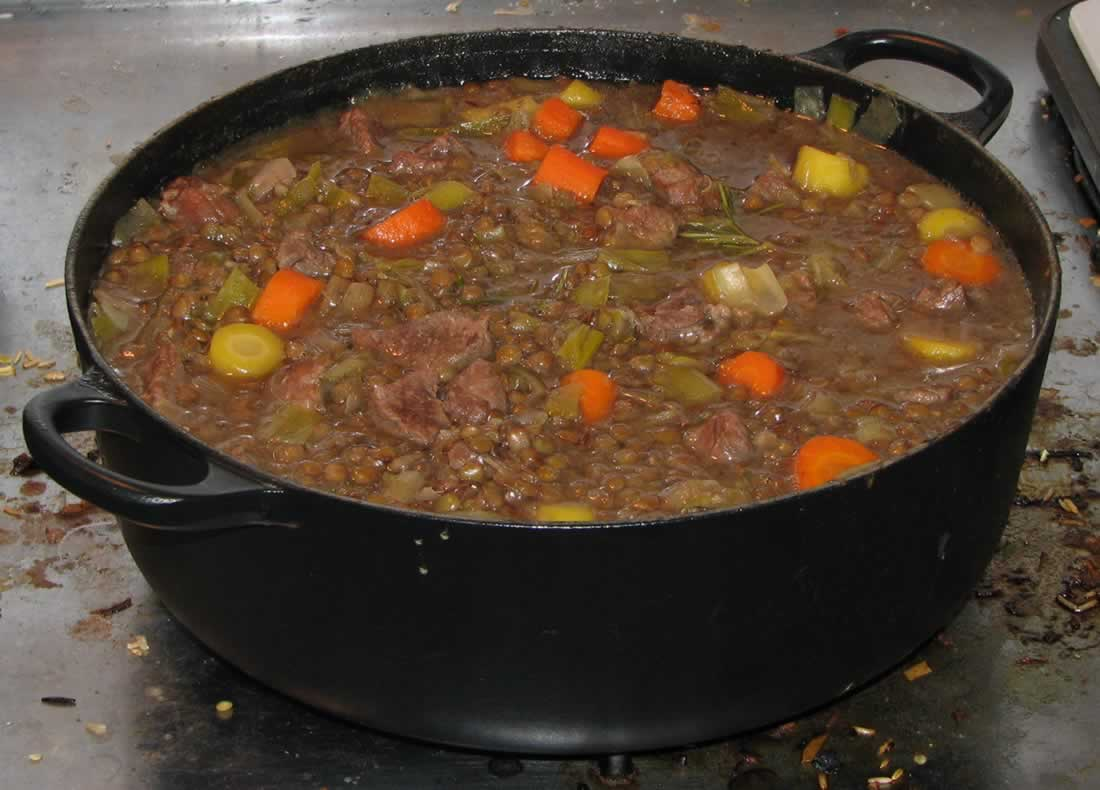
Lamm- och linsgryta

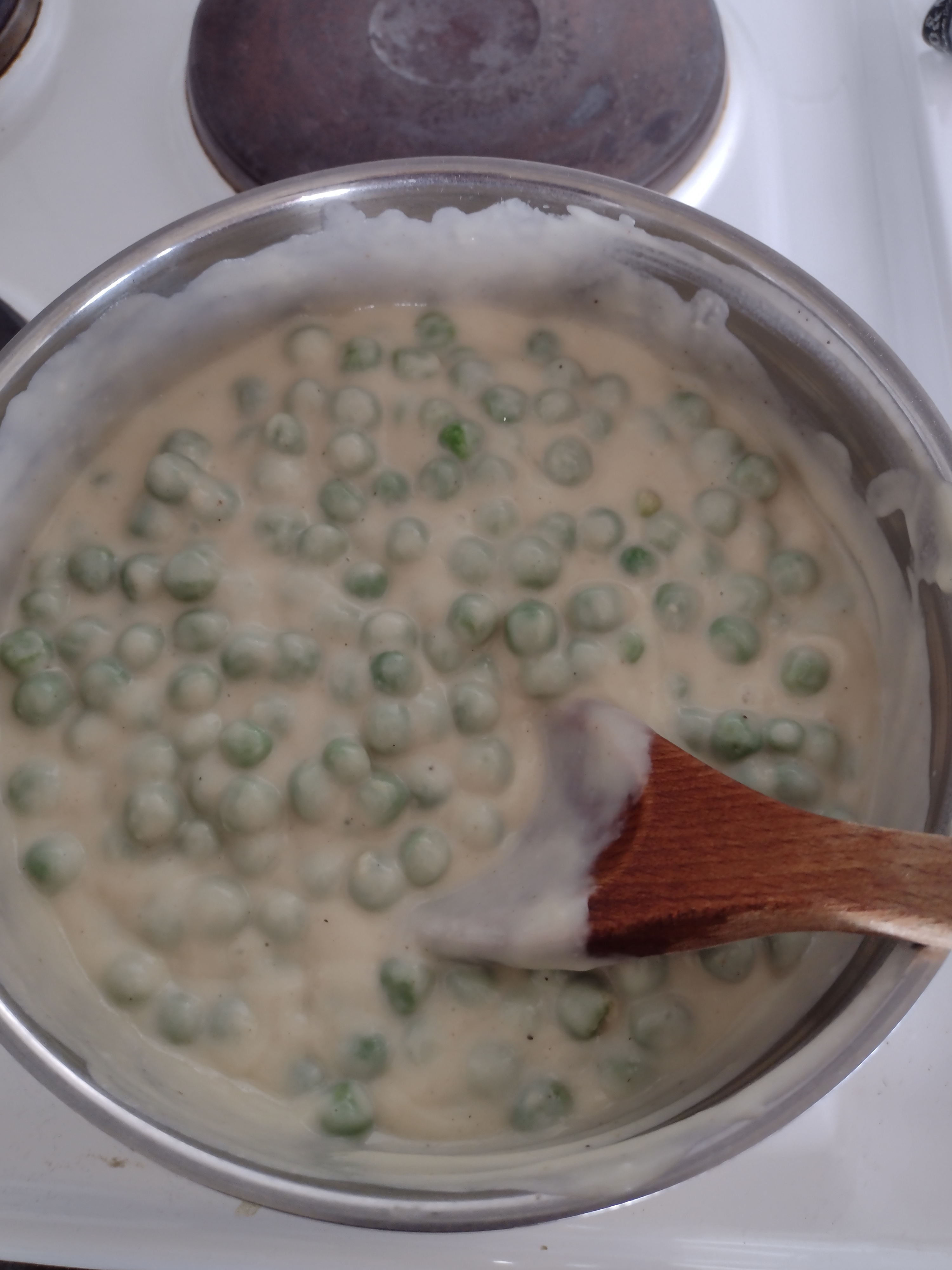
Stuvade gröna ärtor i Sverige.

Stuvning är en matlagningsmetod där en matvara kokas i en tjock sås som består av redning. Det är vanligt att stuva grönsaker, potatis, makaroner och svampar. Det finns olika typer av stuvningar som mjölkstuvning, gräddstuvning och köttstuvning. Stuvningar på kött kallas ofta raguer.
Stuvning är också lastning av styckegods, utfört av stuvare.